# Stenhomalus fenestratus
Stenhomalus fenestratus is een keversoort uit de familie boktorren (Cerambycidae). De wetenschappelijke naam van de soort werd voor het eerst geldig gepubliceerd in 1855 door Adam White.